# گری براون (بازیکن فوتبال)
گری براون (انگلیسی: Gary Brown؛ زادهٔ ۲۹ اکتبر ۱۹۸۵) بازیکن فوتبال اهل بریتانیا است.
از باشگاه‌هایی که در آن بازی کرده‌است می‌توان به باشگاه فوتبال روچدیل اشاره کرد.